# Santa Justa (Lisboa)
Santa Justa era una freguesia portuguesa del municipio de Lisboa, distrito de Lisboa.

## Historia
Fue suprimida el 8 de noviembre de 2012, en aplicación de una resolución de la Asamblea de la República portuguesa al unirse con las freguesias de Castelo, Madalena, Mártires, Sacramento, Santiago, Santo Estêvão, São Cristóvão e São Lourenço, São Miguel, São Nicolau, Sé y Socorro, formando la nueva freguesia de Santa Maria Maior.

## Patrimonio
- Palacio de los Condes de Almada
- Iglesia de Santo Antão-o-Novo
- Iglesia de Santo Domingo
- Cine-Teatro Politeama
- Palácio Alverca o Casa do Alentejo
- Teatro Eden
- Palacio Foz
- Hotel Avenida Palace
- Edificio en la calle Benformoso, n.ºs 101 a 103
- Garagem Liz
- Chafariz do Desterro o Chafariz do Intendente
- Estación del Rossio
- Baixa Pombalina de Lisboa
- Teatro Nacional de D. Maria II
- Edificio en la calle de la Palma, n.º 1 a 15
- Edificio en la calle de la Palma, n.º 17 a 29
- Capilla de São Sebastião da Mouraria
- Dos Edificios en la Calzada del Destierro, n.ºs 13 a 13- A